# Tipula (Lunatipula) sepiaformis
Tipula (Lunatipula) sepiaformis is een tweevleugelige uit de familie langpootmuggen (Tipulidae). De soort komt voor in het Palearctisch gebied.